# Pronunciamiento
Pour la localité argentine, voir Pronunciamiento (Argentine).

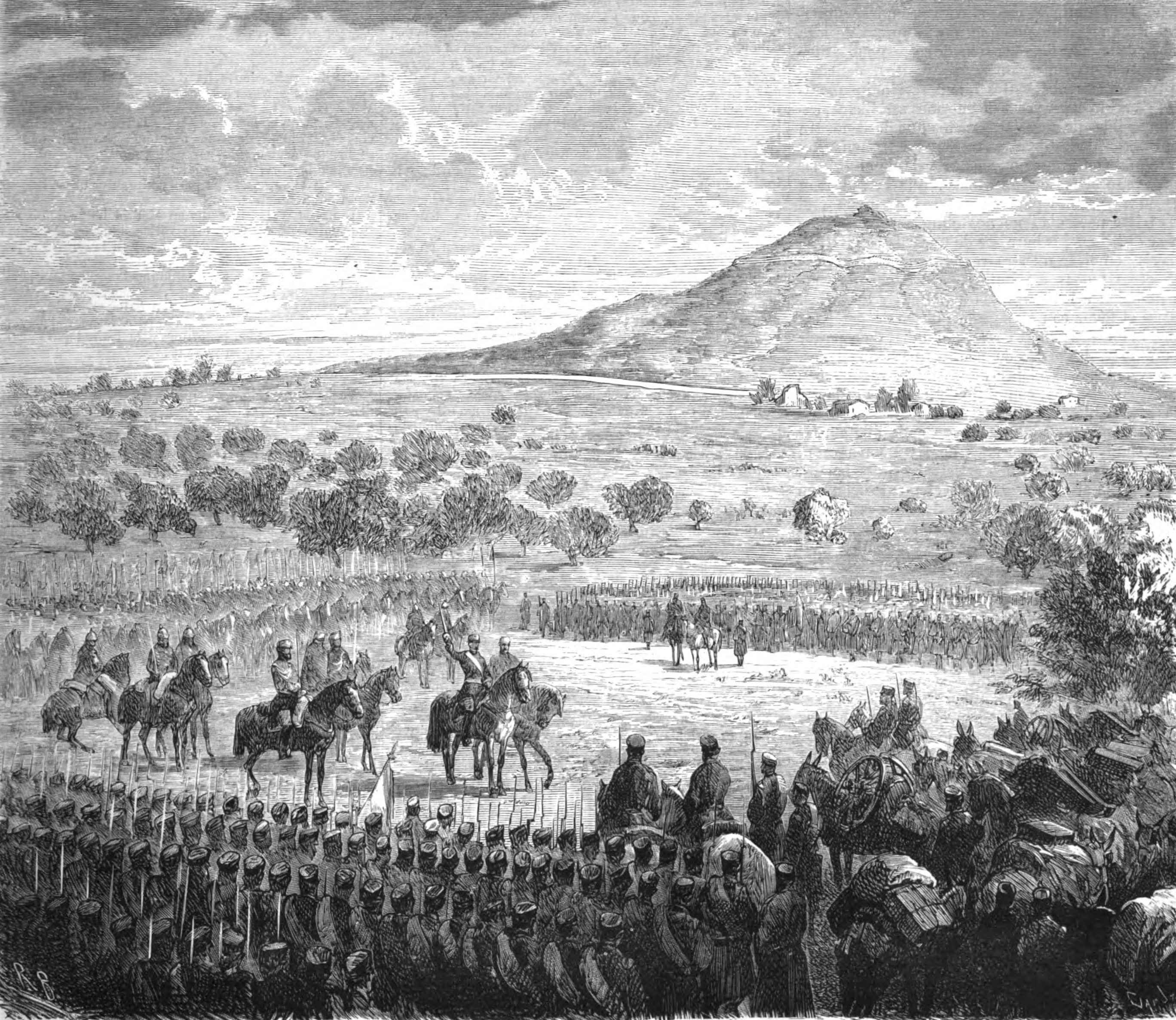
Le pronunciamiento du général Arsenio Martínez Campos le 29 12 1874 met fin à la république espagnole et conduit au retour des Bourbons d'Espagne. Illustration issue de la revue La Ilustración Española y Americana datant du 08 01 1875

Un pronunciamiento est une crise politique au cours de laquelle une fraction de l’armée se déclare contre le gouvernement ou le régime en place dans le but de le renverser,. Il s’agit d’une forme particulière de coup d'État (au sens large) caractéristique en premier lieu, de l’Espagne, et secondairement d’autres pays hispaniques et lusophones du XIXe siècle. Le recours massif au pronunciamiento comme méthode de changement politique est notamment caractéristique du règne d'Isabelle II d'Espagne (1833-1868).
Au Mexique, ce type de soulèvements ont été nommés planes, qui ont pris un aspect plus formel que le modèle européen.

## Terme
Le mot « pronunciamiento » signifie « déclaration, action de se prononcer » en espagnol. Il dérive de « l’acte réalisé par un chef militaire en se prononçant — c’est-à-dire, en prenant parti par le biais d’une proclamation ou d'une harangue dirigée à ses hommes — sur la nécessité de mener à terme un changement politique pour le bien de la patrie ».
Sa première attestation écrite figure dans un article intitulé « Consideraciones sobre la conducta observada por el Ejército nacional después de su glorioso pronunciamiento » (« Considérations sur la conduite observée par l’Armée nationale après son glorieux pronunciamiento ») publié le 2 février 1820 par le journal militaire Gaceta Patriótica del Ejército Nacional, organe de presse contrôlé par le lieutenant-colonel Rafael del Riego, avant le triomphe de son pronunciamiento. Le terme semble employé de façon naturelle, ce qui laisse penser qu’il était déjà assez largement usité, peut-être dans le cadre des guerres d'indépendance hispano-américaines commencées en 1810.
Le mot a été emprunté dans plusieurs langues, dont le français — dès 1836 au moins — et l’anglais. Le terme existe également dans sa version lusophone « pronunciamento » (forme considérée comme impropre en français selon le Nouveau Larousse illustré).
Pour son équivalent en dehors des mondes hispanophone et lusophone, on trouve des termes tels que « déclaration », « appel » ou « mémorandum ».

### Termes liés
En espagnol et en portugais, le verbe pronunciar (« prononcer ») a acquis, dans son usage pronominal, le sens de « se soulever, se rebeller, s’insurger », et est utilisé pour signifier « lancer un pronunciamiento ». Les militaires auteurs ou participants d’un pronunciamiento sont dits « pronunciados » (« prononcés »).
La langue espagnole dispose également du mot cuartelada (de cuartel, « caserne militaire »), qui peut être utilisé comme synonyme de pronunciamiento, mais peut également désigner une réunion d’officiers et de sous-officiers qui a pour objet d’éviter un pronunciamiento grâce à la surveillance mutuelle des participants.
Un pronunciamiento frustré, jugé téméraire et mal préparé est qualifié d’intentona en espagnol.

## Mécanisme et typologie
Dans un pronunciamiento typique, un officier — ou, beaucoup plus rarement, plusieurs — déclare publiquement son opposition au gouvernement en place et attend que d’autres secteurs des sphères militaire, civile ou politique manifestent leur soutien. Si le soulèvement est couronné de succès, le gouvernement démissionne ou est destitué par le chef de l’État. Dans le cas contraire — si les soutiens manifestés apparaissent insuffisants ou sont trop tardifs, par rapport à la réaction des autorités —, les insurgés fuient ou sont interpelés par les forces restées loyales aux régime,.
Par son côté plébiscitaire, le procédé est similaire à une motion de censure, à la différence fondamentale que l'action est menée par l’Armée et non par la législature. Les insurgés, se basant sur une vague théorie politique inspirée de la volonté générale rousseauiste, affirment généralement défendre l’intérêt de la nation en s'opposant à l'État,.
Un pronunciamiento est généralement précédé d'une période de préparation, au cours de laquelle les opposants enclins à se rebeller tentent de déterminer dans quelle mesure leur position est partagée et un éventuel soulèvement susceptible de rencontrer l'approbation, auprès des militaires comme auprès des civils et des hommes politiques,,.

### Différence avec les coups d'État classiques
Le pronunciamiento se distingue fondamentalement d’autres types d'interventions militaires, en particulier d'un coup d'État usuel (ou putsch) par son intention pacifique,, : il consiste en une démonstration de force sans recherche d'affrontement. Le fait qu'il commence par une déclaration publique l'en différencie fondamentalement, les coups d'État étant généralement préparés de façon furtive et leurs auteurs comptant sur un effet de surprise pour s'emparer du pouvoir.
De plus, il accorde une place importante au peuple : que des civils aient participé à son élaboration — ce qui est fréquent — ou non, le pronunciamiento se fait généralement en son nom,.
Dans un pronunciamiento, les insurgés sont intimement persuadés qu’ils ne sont que les porte-parole d’un mécontement largement partagé et que leur action recevra rapidement un assentiment général, sans effusion de sang,. Les pronunciados cherchent à provoquer un changement, comme une alternance ou une inflexion de la marche politique, et ne prétendent pas assumer le pouvoir en général, en tout cas le coup ne vise jamais à instaurer une dictature militaire,. Son intention est donc plus politique que militaire : un pronunciamiento se dirige en général contre le gouvernement en place, quelquefois plus précisément contre une personnalité — le premier ministre ou même dans quelques cas le roi ou le régime politique — mais ne recherche a priori ni la mort ni de combat d'aucune sorte contre celui-ci.  Si les évènements dégénèrent en affrontement armé, c'est à l'initiative des autorités qui choisissent de réprimer l’insurrection.
De plus, une caractéristique fondamentale du coup d’État classique est que son « action se produit sur le centre névralgique du régime politique qu'il prétend abattre », comme dans le coup d'État du 18 Brumaire, « paradigme du coup d’État », tandis que le pronunciamiento se déroule presque toujours en périphérie, dans la garnison où se trouve stationnée l'unité militaire insurgée, « avec l'espoir de provoquer une réaction en chaîne dans le reste de l'Armée et finalement la chute du gouvernement ou du régime ».
C’est également là que réside une autre différence : « alors que le coup d'État a habituellement un dénouement rapide, dans un sens ou l'autre, le pronunciamiento ouvre un intervalle d'attente pendant lequel ceux qui se sont soulevés escomptent être rejoints par des adeptes et ainsi cerner de plus près le pouvoir. Sa localisation périphérique comporte, donc, un handicap logistique pour le gouvernement qui se traduit dans un avantage temporel pour ses adversaires. C’est ce qui se produisit avec le pronunciamiento par excellence, celui du lieutenant-colonel — bientôt général — Rafael del Riego », qui satisfait aux « trois prémisses indispensables » de tout pronunciamiento : « l'éloignement de la capitale, la lecture d’une déclaration solennelle [bando] ou d’un manifeste  et l’existence d'un meneur [caudillo] ».
Il n'est pas toujours facile de déterminer si une intervention militaire relève ou non du pronunciamiento. C'est par exemple le cas du soulèvement du général Miguel Primo de Rivera en septembre 1923, généralement qualifié de « coup d'État » dans l'historiographie — probablement car il débouche sur un régime militaire dirigé par son auteur —, mais de pronunciamiento par d'autres — par exemple Juan Francisco Fuentes, qui considère qu'il s'agit d'un pronunciamiento paradigmatique, ou Raymond Carr —.

## En Espagne

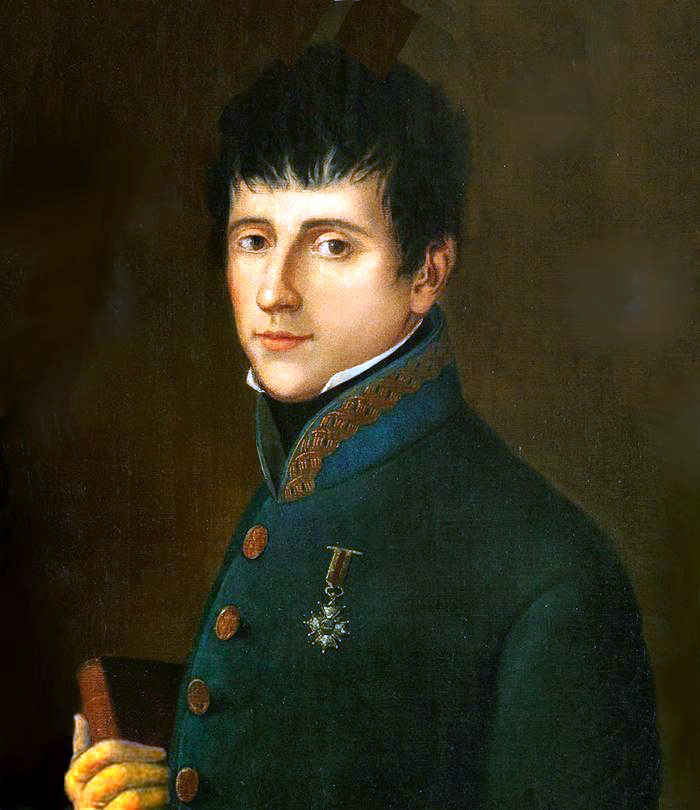
Rafael del Riego.

Les racines des pronunciamientos en Espagne sont peut-être à chercher dans les rôles que jouèrent les généraux dans l’administration au XVIIIe siècle.
On considère souvent que le premier pronunciamiento de l'histoire de l'Espagne est celui mené par le général Elío, qui proclame la restauration de l'absolutisme au retour d'exil de Ferdinand VII en 1814, et met fin à la période constitutionnelle des Cortes de Cadix. Toutefois, certains auteurs lui refusent ce qualificatif et pensent qu'il s'agit de celui d'Espoz y Mina en septembre de la même année,,,,.
Cependant, c’est le soulèvement mené par Rafael del Riego au début de 1820 qui établit, en Espagne comme à l'étranger, l'emploi du terme de pronunciamiento pour désigner ce type d'intervention militaire. Il en constitue également un modèle exemplaire,. Le terme est tiré d'un discours tenu par Riego et Quiroga le 1er janvier de la même année.
Comme conséquence des guerres carlistes, l’institution militaire du XIXe siècle se caractérise par un corps d'officiers hypertrophié, enclins à prêter leur soutien à des insurrections à l’issue desquelles ils sont susceptibles d’obtenir des faveurs du système si elles réussissent.
Le pronunciamiento devient ainsi le processus habituel permettant l'alternance au cours du règne de Ferdinand VII puis de celui d'Isabelle II,,, « l’instrument de la révolution libérale au XIXe siècle », marquant durablement la vie politique espagnole. Plusieurs dizaines de pronunciamientos ont eu lieu en Espagne — il est difficile d’en donner un nombre exact, car les critères retenus pour qualifier un évènement de tel sont soumis à appréciation : Martínez Vasseur en dénombre 43 entre 1814 et 1875, Paul Preston en compte plus de 50 jusqu’en 1981, Fernández López affirme qu’il y en a eu plusieurs centaines, dont plus de 100 au cours du Triennat libéral —, dont 11 ont provoqué la chute du gouvernement,,.
Bien que le mot soit fréquemment associé aux idées libérales et que les plus fameux pronunciamientos y soient rattachés, les pronunciamientos n'avaient pas d'orientation idéologique prédéterminée, certains se prononçant en faveur d'idées progressistes, libérales, conservatrices ou absolutistes,. « Les chefs militaires étaient plutôt des instruments des partis libéraux, en contraste avec la relation inverse dans les coups militaires du XXe siècle ». Les pronunciamientos favorables aux idées libérales dominent numériquement — leur nombre d’élève à 18 selon Martínez Vasseur —, surtout au début du XIXe siècle, puis les tendances conservatrices prennent le dessus.
Si l’on excepte les pronunciamientos libéraux du règne de Ferdinand VII qui prétendaient mettre fin à l’absolutisme, « dans la longue période de 1833-1874 on ne discutait pas du régime ou du système politique à travers le pronunciamiento militaire, on ne remettait pas en question l'ordre politique existant lui-même, on tentait seulement de forcer des "situations" de partis, quand bien même on parlait de "révolution" comme en septembre 1868 ».
Si la Restauration des Bourbon de 1875 réussit à faire fonctionner une alternance institutionnalisée avec des élections largement contrôlées par les partis « dynastiques » — le turno —, — jusqu’au soulèvement de Primo de Rivera en 1923 —, l'arrivée de la république ravive chez les militaires, devenus majoritairement conservateurs et monarchistes, la volonté d'influencer la vie politique et de contrer la politique menée par les républicains de gauche. La Sanjurjada échoue en 1932 en raison d'une organisation déficiente.
L’absence de réaction de l’Armée face au coup d’État de Primo de Rivera en 1923 ou en défense du régime lors de la chute de la Monarchie et la proclamation massive de la République par les civils à la suite des élections municipales de 1931 ont été décrites comme des « pronunciamientos négatifs »,.
Le soulèvement du 18 juillet 1936 ne relève pas du pronunciamiento mais constitue une tentative de coup d'État (putsch) manquée, qui débouche sur une longue et sanglante guerre civile. Quand bien même il présente certaines caractéristiques qui peuvent le rapprocher du premier type — le fait qu'il ait été lancé depuis le Maroc ou qu'il démarre comme un détonateur cherchant une réaction en chaîne —, il se trouve très éloigné de la tradition des coups du siècle précédent, dans ses préparatifs comme dans l'intention de ses auteurs et ses conséquences plus lointaines — instauration d'un régime dictatorial autocratique pendant près de 40 ans —.

## Exemples
- Le Plan d'Iguala, en février 1821, pose les bases de l'indépendantisme mexicain.
- C'est un pronunciamiento du général Arsenio Martínez-Campos Antón qui mit fin à la Première République espagnole en 1874 ;
- La Sanjurjada, menée par José Sanjurjo en Espagne en 1932, est un exemple de pronunciamiento échoué.
- Le philosophe Raymond Aron qualifia le général de Gaulle, après son appel du 18 Juin lancé à Londres en 1940, de « général de pronunciamiento de type latino-américain », ce dont ce dernier lui garda rancune[46].
- S'exprimant sur le putsch des généraux d'Alger, le général de Gaulle qualifia l'événement de « pronunciamiento militaire » dans sa déclaration télévisée du 23 avril 1961.